# Обыкновенный лопатонос
Обыкновенный лопатонос (лат. Scaphirhynchus platorynchus) — вид речных рыб семейства осетровых.

## Внешний вид

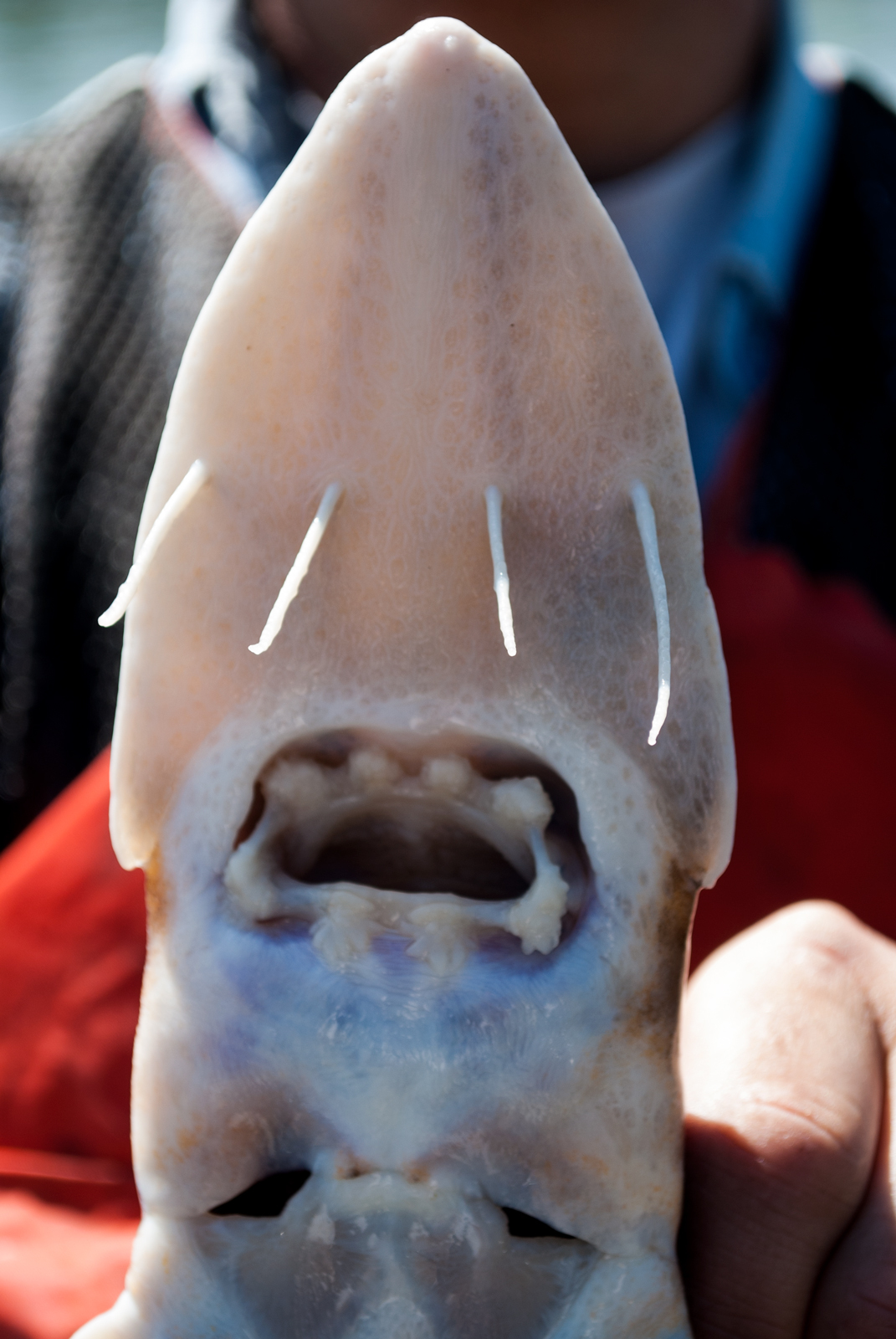
Нижняя сторона рыла с усиками, расположенными в одну линию

Туловище удлинённое. Максимальная зарегистрированная длина тела 108 см, масса — 4,9 кг,  продолжительность жизни — 43 года. Основания наружных усиков располагаются на одной линии с внутренними или впереди них. Глаза маленькие. Хвостовой стебель очень длинный, уплощённый, одет, как панцирем, костными пластинками; хвостовая нить отсутствует или мала. Плавательный пузырь большой. 

## Распространение
Широко распространён в реках Соединённых Штатов Америки: Миссисипи, Миссури, Огайо и их крупных притоков на территории штатов Айова, Алабама, Арканзас, Висконсин, Вайоминг, Иллинойс, Индиана, Канзас, Кентукки, Луизиана, Миннесота, Миссисипи, Миссури, Монтана, Небраска, Нью-Мексико, Оклахома, Северная Дакота, Теннесси, Техас и Южная Дакота. Считается локально вымершим в Западной Виргинии, Огайо и Пенсильвании.

## Образ жизни
Обитает в крупных реках с мутной водой, чаще у встречается у песчаного дна с примесями гравия и ила. Питается преимущественно личинками водных насекомых (особенно подёнок, ручейников и длинноусых двукрылых), червями и ракообразными.
Половой зрелости достигает при длине тела около 55 см. Икрометание проходит с апреля по июнь.

## Охрана
Международный союз охраны природы отнёс вид к категории уязвимых. Занесён в Приложение II Конвенции СИТЕС.

## Хозяйственное значение
Вылавливается в коммерческих целях в Огайо и верхнем Миссисипи. Является объектом спортивного лова. Содержится в аквариумах.